# Cyphellaceae
Cyphellaceae is een botanische naam van een familie van schimmels. 
Volgens de Index Fungorum [24 februari 2009] bestaat de familie uit de volgende zeventien geslachten: 
1. Asterocyphella
2. Campanophyllum
3. Catilla
4. Cheimonophyllum
5. Chondrostereum
6. Cunninghammyces
7. Cyphella
8. Dendrocyphella
9. Gloeocorticium
10. Gloeostereum
11. Granulobasidium
12. Hyphoradulum
13. Incrustocalyptella
14. Phaeoporotheleum
15. Seticyphella
16. Sphaerobasidioscypha
17. Thujacorticium